# Медведенко, Александр Аркадьевич
Александр Аркадьевич Медведенко (Дов) (р. 1954, Николаев) — известный бард, автор песен, признан одним из лучших исполнителей песен Булата Окуджавы. Радио- и телеведущий, лауреат и член жюри многих песенных фестивалей, в том числе член жюри международного фестиваля «Петербургский аккорд», Саратовского (1986) и Таллинского (1988) Всесоюзных фестивалей, почетный гость Грушинского фестиваля.

## Биография
Песни пишет с 1972 года преимущественно на свои стихи.
В 1977 окончил мехмат Днепропетровского государственного университета по специальности «Динамика и прочность машин». Специалист по устойчивости тонкостенных конструкций.
С 1990 года живёт в Израиле. Уже после отъезда в Израиль, в 1990 в СССР вышла пластинка «Дом на берегу реки» с предисловием А. Городницкого, хотя бардовские пластинки выпускали в те времена мало и неохотно, а артист уже успел уехать в Израиль.
В Израиле Александр Медведенко прошёл «свои университеты» — ремонтировал автопокрышки, работал рабочим на фабрике, охранником, маклером.
С 1991 года, со дня основания, работал на радио «РЭКА» (израильское радио на русском языке). С 2012 по 2017 год был его директором.
На радио и на сцене Александр пользуется псевдонимом «Александр Дов» («дов» на иврите означает «медведь»), а в репортажах для радио «Свобода» (будучи его израильским корреспондентом с 1994 по 2000 г.) именовался Александр Гольд (псевдоним избран в соответствии с цветом волос).
На радио «РЭКА» постоянно вёл информационно-аналитические программы (журналы актуальных событий «Хроника дня»), и еженедельную дискуссионную авторскую программу «Гайд-парк».
За время работы на радио выпускал следующие авторские программы:
«Незабытые мелодии» — российские песни в переводах на иврит,
«Седьмая струна» — передача об авторской песне (в том числе 26 часовых программ о творчестве В. Высоцкого, 34 - о творчестве А.Галича, 37 - о творчестве Б. Окуджавы, 50 - о Ю.Визборе и 60 передач, посвященных дворовым песням).
С 1994 года по 2004-й работал на первом канале израильского телевидения ведущим еженедельной программы «Калейдоскоп» на русском языке, являлся постоянным гостем программы «Семь сорок» (Израиль, 9-й канал).
Выступает с концертами в Израиле, неоднократно бывал с гастрольными поездками в Америке, России, Германии, Австралии, Чехии и Украине.
В Израиле Александр издал три авторских диска («Дом на берегу реки», «В любые времена» и «Живой журнал»), видеодиск, а также диск песен Булата Окуджавы в своем исполнении («Музыкант») и еще один исполнительский диск с песнями разных авторов («Лавка старьёвщика»). Диск «Избранное» был выпущен фирмой NMC в серии «Лучшие барды Израиля».
Его песни вошли в Антологию израильской авторской песни (2002).

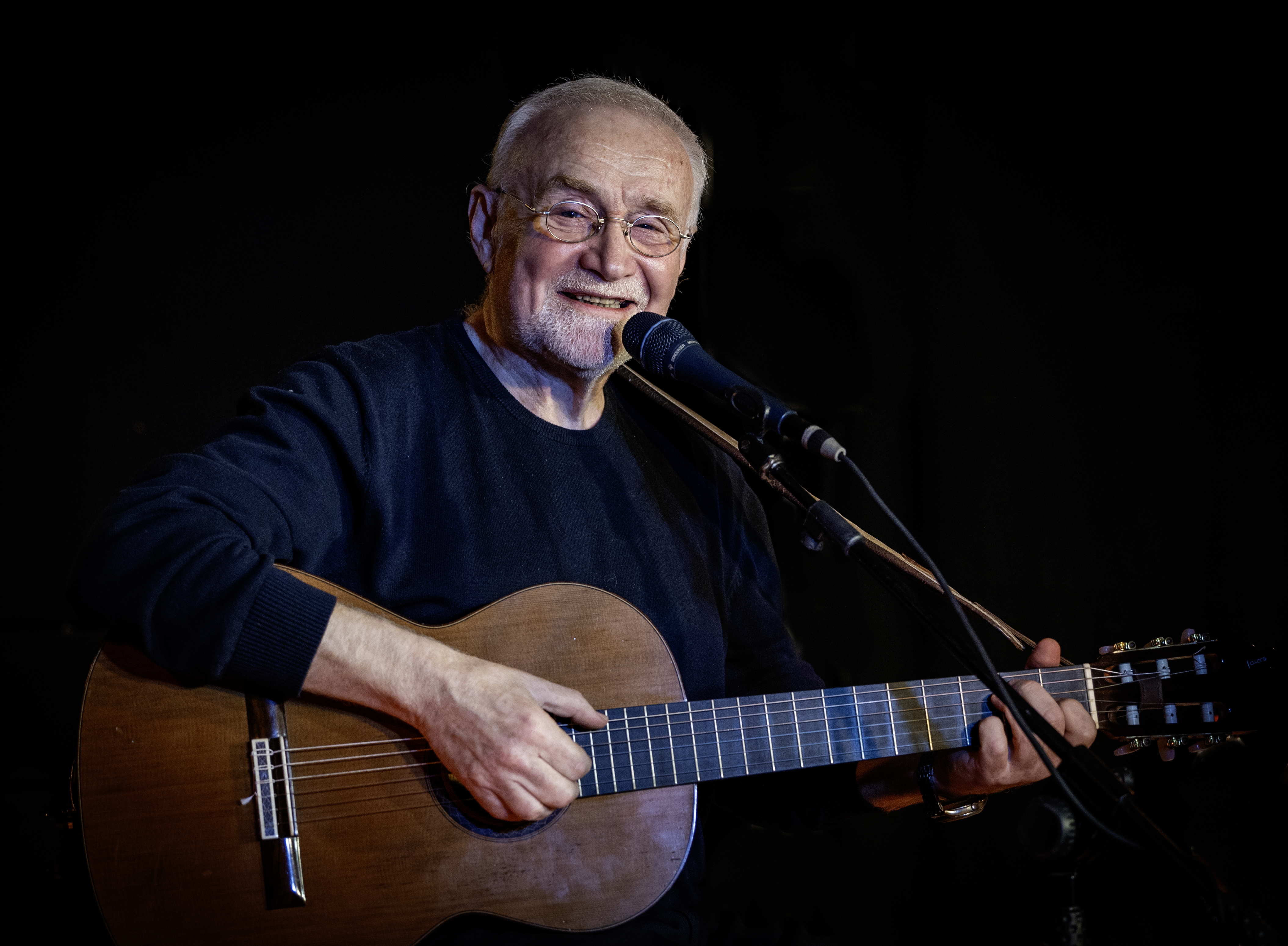
Александр Дов на творческой встрече в театре Zero. Израиль. 2025

На диске «Иерусалимский альбом», вып.1 (2002) Александр Медведенко выступает вместе с Юлием Кимом, Дмитрием Кимельфельдом, Мариной Меламед и Фельдман, Михаил Григорьевич, диск уже успел стать раритетом — http://www.antho.net/album/index.html
Песня Александра Медведенко «В любые времена и на любой земле» стала хитом, популярным в среде русской эмиграции на всех континентах, она вошла в несколько дисков-сборников(«Это было у моря» и др.).
Песни Александра Медведенко исполняют также Галина Хомчик, Лидия Чебоксарова, Алексей Брунов, Елена Лебедева.
Песни «Ещё раз о реке», «Функция заката» (в соавторстве с Ю. Визбором), «В любые времена» вошли в Антологию авторской песни (2002, составитель Д. А. Сухарев) и в Антологию бардовской песни (2005, составитель Р. А. Шипов). Тексты песен публиковались и в иных сборниках.
В Израиле Александр неоднократно участвовал в фестивалях «Наши звёзды» (гала-концерты по Израилю), в проекте «Фестиваль Булата Окуджавы», организуемом фондом Б. Окуджавы (в Израиле и в Америке), в концертах памяти погибших в Дельфинариуме.
Александр Дов решительно осудил российскую агрессию в Украине, oн написал об этом более десятка песен и стихов, в т.ч., Сто дней войны, Ты выбор свой сделал, Буча и др.
Из интервью для газеты «Русский Экспресс»:
«Первая песня <…> появилась на фоне юношеской влюбленности. Что такое любовь, я узнал намного позже, но до сих пор не могу найти определение. Может быть, любовь — это когда даже при коротком расставании с любимой немедленно начинает ныть ребро?..»